# Neptis mixophyes
Neptis mixophyes är en fjärilsart som beskrevs av Holland 1892. Neptis mixophyes ingår i släktet Neptis och familjen praktfjärilar. Inga underarter finns listade i Catalogue of Life.